# Coupe de France de football 1951-1952
Navigation
Coupe de France 1950-1951 Coupe de France 1952-1953
L'édition 1951-1952 de la Coupe de France est la 35e édition de la Coupe de France de football. Elle est remportée pour la première fois par l'OGC Nice. 1024 équipes sont engagées dans la compétition.

## Trente-deuxièmes de finale
| Division        | Club                          | Score      | Club                | Division        |
| --------------- | ----------------------------- | ---------- | ------------------- | --------------- |
| Division 2 (D2) | Amiens AC                     | 4 - 0      | FC Scionzier        | CFA (D3)        |
| Division 1 (D1) | Nîmes Olympique               | 2 - 1      | AS Béziers          | Division 2 (D2) |
| Division 1 (D1) | RC Paris                      | 2 - 0      | SC Bastidienne      | DH (D4)         |
| Division 2 (D2) | Stade français FC             | 4 - 2      | Bolbec AC           | DH (D4)         |
| CFA (D3)        | US Quevilly                   | 4 - 1      | SC Toulon           | Division 2 (D2) |
| Division 1 (D1) | Stade de Reims                | 7 - 0      | Limoges FC          | DH (D4)         |
| Division 1 (D1) | Stade rennais UC              | 2 - 1      | FC Sète             | Division 1 (D1) |
| CFA (D3)        | CO Roche-la-Molière           | 2 - 1      | AS Roanne           | CFA (D3)        |
| Division 1 (D1) | CO Roubaix-Tourcoing          | 4 - 2      | FC Nancy            | Division 1 (D1) |
| Division 2 (D2) | FC Rouen                      | 2 - 1      | Stade pontivyen     | DH (D4)         |
| Division 1 (D1) | AS Saint-Étienne              | 4 - 3      | ROS Menton          | DH (D4)         |
| DH (D4)         | Olympique de Saint-Quentin    | 2 - 1      | FC Nantes           | Division 2 (D2) |
| Division 1 (D1) | FC Sochaux-Montbéliard        | 7 - 0      | Olympique alésien   | Division 2 (D2) |
| Division 1 (D1) | RC Strasbourg                 | 3 - 1      | RC Lens             | Division 1 (D1) |
| Division 2 (D2) | US Valenciennes-Anzin         | 3 - 1      | CA Paris            | Division 2 (D2) |
| Division 1 (D1) | OGC Nice                      | 5 - 0      | SA Épinal           | CFA (D3)        |
| CFA (D3)        | CA Montreuil                  | 3 - 0      | FC Tours            | DH (D4)         |
| Division 2 (D2) | SO Montpellier                | 2 - 1      | FC Metz             | Division 1 (D1) |
| Division 2 (D2) | Angers SCO                    | 3 - 2      | US Auchel           | DH (D4)         |
| CFA (D3)        | FC Annecy                     | 3 - 2      | US Saint-Malo       | CFA (D3)        |
| CFA (D3)        | JA Armentières                | 5 - 2      | CA Le Puy-en-Velay  | DH (D4)         |
| DH (D4)         | CS Avion                      | 4 - 0      | Chamois niortais FC | CFA (D3)        |
| DH (D4)         | Carabiniers de Billy-Montigny | 4 - 2      | SO Merlebach        | CFA (D3)        |
| Division 1 (D1) | FC Girondins de Bordeaux      | 3 - 1      | FC Grenoble         | Division 2 (D2) |
| Division 2 (D2) | AS Cannes                     | 3 - 3 a.p. | FC Mulhouse 1893    | CFA (D3)        |
| DH (D4)         | AS Cherbourg-Stella           | 0 - 0 a.p. | US Saint-Gaudens    | CFA (D3)        |
| DH (D4)         | ESCN La Ciotat                | 3 - 2      | Dechy Sports        | DH (D4)         |
| Division 1 (D1) | Le Havre AC                   | 2 - 1      | UA Sedan-Torcy      | CFA (D3)        |
| Division 1 (D1) | Lille OSC                     | 5 - 1      | US Le Mans          | Division 2 (D2) |
| Division 1 (D1) | Olympique lyonnais            | 2 - 0      | RCFC Besançon       | Division 2 (D2) |
| Division 1 (D1) | Olympique de Marseille        | 2 - 0      | Toulouse FC         | Division 2 (D2) |
| Division 2 (D2) | AS Monaco FC                  | 4 - 0      | ES Pure-Messempré   | DH (D4)         |
| Matches rejoués |                               |            |                     |                 |
| Division 2 (D2) | AS Cannes                     | 1 - 0      | FC Mulhouse 1893    | CFA (D3)        |
| DH (D4)         | AS Cherbourg-Stella           | 3 - 2      | US Saint-Gaudens    | CFA (D3)        |

## Seizièmes de finale
| Division        | Club                       | Score      | Club                          | Division        |
| --------------- | -------------------------- | ---------- | ----------------------------- | --------------- |
| Division 1 (D1) | FC Girondins de Bordeaux   | 3 - 3 a.p. | AS Saint-Étienne              | Division 1 (D1) |
| Division 2 (D2) | US Valenciennes-Anzin      | 3 - 1      | CA Montreuil                  | CFA (D3)        |
| Division 1 (D1) | RC Strasbourg              | 1 - 1 a.p. | Olympique lyonnais            | Division 1 (D1) |
| Division 1 (D1) | FC Sochaux-Montbéliard     | 3 - 0      | SO Montpellier                | Division 2 (D2) |
| DH (D4)         | Olympique de Saint-Quentin | 4 - 2      | JA Armentières                | CFA (D3)        |
| Division 2 (D2) | FC Rouen                   | 3 - 2      | Le Havre AC                   | Division 1 (D1) |
| CFA (D3)        | CO Roche-la-Molière        | 4 - 1      | AS Cannes                     | Division 2 (D2) |
| Division 1 (D1) | Stade rennais UC           | 4 - 1      | Angers SCO                    | Division 2 (D2) |
| CFA (D3)        | US Quevilly                | 3 - 2      | FC Annecy                     | CFA (D3)        |
| Division 1 (D1) | Lille OSC                  | 2 - 1      | CO Roubaix-Tourcoing          | Division 1 (D1) |
| Division 2 (D2) | AS Monaco FC               | 2 - 0      | AS Cherbourg-Stella           | DH (D4)         |
| Division 1 (D1) | OGC Nice                   | 6 - 0      | ESCN La Ciotat                | DH (D4)         |
| Division 1 (D1) | Nîmes Olympique            | 4 - 0      | Carabiniers de Billy-Montigny | DH (D4)         |
| Division 1 (D1) | RC Paris                   | 5 - 1      | Amiens AC                     | Division 2 (D2) |
| Division 2 (D2) | Stade français FC          | 2 - 2 a.p. | Stade de Reims                | Division 1 (D1) |
| Division 1 (D1) | Olympique de Marseille     | 3 - 1      | CS Avion                      | DH (D4)         |
| Matches rejoués |                            |            |                               |                 |
| Division 1 (D1) | FC Girondins de Bordeaux   | 2 - 1      | AS Saint-Étienne              | Division 1 (D1) |
| Division 1 (D1) | RC Strasbourg              | 6 - 1      | Olympique lyonnais            | Division 1 (D1) |
| Division 2 (D2) | Stade français FC          | 3 - 1      | Stade de Reims                | Division 1 (D1) |

## Huitièmes de finale
| Division        | Club                     | Score      | Club                       | Division        |
| --------------- | ------------------------ | ---------- | -------------------------- | --------------- |
| Division 1 (D1) | OGC Nice                 | 2 - 0      | Nîmes Olympique            | Division 1 (D1) |
| Division 1 (D1) | Lille OSC                | 2 - 1      | Olympique de Marseille     | Division 1 (D1) |
| Division 1 (D1) | Stade rennais UC         | 2 - 1 a.p. | RC Strasbourg              | Division 1 (D1) |
| Division 1 (D1) | FC Girondins de Bordeaux | 1 - 1 a.p. | Stade français FC          | Division 2 (D2) |
| Division 2 (D2) | AS Monaco FC             | 1 - 0      | RC Paris                   | Division 1 (D1) |
| Division 1 (D1) | FC Sochaux-Montbéliard   | 5 - 0      | CO Roche-la-Molière        | CFA (D3)        |
| Division 2 (D2) | FC Rouen                 | 3 - 1      | US Quevilly                | CFA (D3)        |
| Division 2 (D2) | US Valenciennes-Anzin    | 3 - 0      | Olympique de Saint-Quentin | DH (D4)         |
| Match rejoué    |                          |            |                            |                 |
| Division 1 (D1) | FC Girondins de Bordeaux | 3 - 2 a.p. | Stade français FC          | Division 2 (D2) |

## Quarts de finale
| Division        | Club                     | Score      | Club                   | Division        |
| --------------- | ------------------------ | ---------- | ---------------------- | --------------- |
| Division 1 (D1) | FC Girondins de Bordeaux | 2 - 2 a.p. | Stade rennais UC       | Division 1 (D1) |
| Division 1 (D1) | OGC Nice                 | 3 - 0      | US Valenciennes-Anzin  | Division 2 (D2) |
| Division 1 (D1) | Lille OSC                | 4 - 0      | AS Monaco FC           | Division 2 (D2) |
| Division 2 (D2) | FC Rouen                 | 2 - 1      | FC Sochaux-Montbéliard | Division 1 (D1) |
| Match rejoué    |                          |            |                        |                 |
| Division 1 (D1) | FC Girondins de Bordeaux | 4 - 2      | Stade rennais UC       | Division 1 (D1) |

## Demi-finales
| Division        | Club                     | Score      | Club      | Division        |
| --------------- | ------------------------ | ---------- | --------- | --------------- |
| Division 1 (D1) | FC Girondins de Bordeaux | 2 - 1 a.p. | Lille OSC | Division 1 (D1) |
| Division 1 (D1) | OGC Nice                 | 3 - 1      | FC Rouen  | Division 2 (D2) |

## Finale
| Entraîneur : |
| Numa Andoire |

| Entraîneur : |
| André Gérard |

| Entraîneur : |
| Numa Andoire |

| Entraîneur : |
| André Gérard |

## Nombre d'équipes par division et par tour
| Divisions / Manches | 1/32e de f. | 1/16e de f. | 1/8e de f. | 1/4 de f. | 1/2 f. | Finale | Vainqueur |
| ------------------- | ----------- | ----------- | ---------- | --------- | ------ | ------ | --------- |
| Division 1          | 18          | 14          | 9          | 5         | 3      | 2      | 1         |
| Division 2          | 17          | 8           | 4          | 3         | 1      | -      | -         |
| CFA                 | 14          | 5           | 2          | -         | -      | -      | -         |
| DH                  | 15          | 5           | 1          | -         | -      | -      | -         |
| Total               | 64          | 32          | 16         | 8         | 4      | 2      | 1         |